# La fiebre de los peluches Beanie
La fiebre de los peluches Beanie (título original en inglés: The Beanie Bubble) es una película de comedia dramática estadounidense de 2023 dirigida por Kristin Gore y Damian Kulash Jr. a partir de un guion de Gore, basada en el libro de 2015 The Great Beanie Baby Bubble: Mass Delusion and the Dark Side of Cute de Zac Bissonnette sobre el Burbuja de Beanie Babies. La película está protagonizada por Zach Galifianakis, Elizabeth Banks, Sarah Snook y Geraldine Viswanathan.
The Beanie Bubble se estrenó en cines selectos el 21 de julio de 2023, antes de su estreno en streaming el 28 de julio de 2023 por Apple TV+.

## Reparto
- Zach Galifianakis como Ty Warner
- Elizabeth Banks como Robbie
- Sarah Snook como Sheila
- Geraldine Viswanathan como Maya
- Tracey Bonner como Rose
- Carl Clemons-Hopkins como Jeremy
- Hari Dhillon como Arjun Kumar
- Ajay Friese como Deshad
- Sweta Keswani como Neeti Kumar
- Kurt Yaeger como Billy

## Producción
En enero de 2022 se anunció que Apple TV+ había adquirido los derechos de distribución de la película, protagonizada por Zach Galifinakis, Elizabeth Banks, Sarah Snook y Geraldine Viswanathan, con la dirección de Kristin Gore y Damian Kulash.
El rodaje comenzó en abril de 2022 en Marietta, Georgia. La producción también tuvo lugar en Atlanta.
La película presenta una nueva canción original de la banda OK Go, titulada "This".